# Поцето (Тревизо)
Поцето је насеље у Италији у округу Тревизо, региону Венето.
Према процени из 2011. у насељу је живело 118 становника. Насеље се налази на надморској висини од 6 м.